# Пармупалу
Па́рмупалу (эст. Parmupalu) — деревня в волости Рыуге уезда Вырумаа, Эстония.

## География и описание
Расположена в 20 км к юго-западу от волостного центра — посёлка Рыуге, и в 31 км к юго-западу от уездного центра — города Выру. Высота над уровнем моря — 79 метров.
Климат умеренный. Официальный язык — эстонский. Почтовый индекс — 66015.

## Население
По данным переписи населения 2021 года, в Пармупалу насчитывалось 19 жителей, из них 18 (94,7 %) — эстонцы.
По данным переписи населения 2011 года, в деревне проживали 26 человек, все — эстонцы.
Численность населения деревни Пармупалу по данным переписей населения:
| Год  | 1959 | 1970 | 1979 | 1989 | 2000 | 2011 | 2021 |
| ---- | ---- | ---- | ---- | ---- | ---- | ---- | ---- |
| Чел. | 28   | ↘ 22 | ↗ 37 | ↘ 30 | ↗ 31 | ↘ 26 | ↘ 19 |

## История
В письменных источниках 1850 года упоминается Reinomois & Parmo (хутор), 1858 года — Reinomoisa et Parmo (хутор), 1907 года — Parmo, примерно 1920 года — Parmupalu (деревня).
В старинные времена данные окрестности были известны по названию деревни Пардси (эст. Pardsi (Partsi)) и корчме Ритсигя (эст. Ritsigä (Ritsike)), которая обозначена на карте 1684 года (Rittskj). Хутор Парму был основан в период 1834—1850 годов. На карте 1907 года он был обозначен на краю леса, однако к 1920-м годам исчез. К юго-востоку от его бывшего местоположения возник новый хутор — Пармупалу, который был построен как дом для батраков мызы Менцен (нем. Menzen, Мынисте, эст. Mõniste mõis). Есть также лес под названием Пармупалу. Со второй половны XX века Пармупалу стало официальным названием деревни.
В 1977 году, в период кампании по укрупнению деревень, с Пармупалу были объединены деревня Пардси и часть деревни Лухту (эст. Luhtu).
В советское время на расположенной на территории деревни братской могиле советских воинов, павших во Второй мировой войне (исторический памятник с 1997 до 2024 года), был установлен памятник с надписью «Вечная слава героям, павшим в боях за свободу и независимость нашей Родины 1941—1945». Здесь похоронено 97 красноармейцев. В протоколе от 30 ноября 2022 года рабочая группа по советским памятникам при Госканцелярии Эстонии признала этот памятник «красным монументом», подлежащим демонтажу с перезахоронением останков на кладбище. Памятник был ликвидирован в 2023 году (см. Список советских военных памятников Эстонии).